# Eupithecia semigraphata
Eupithecia semigraphata là một loài bướm đêm trong họ Geometridae.